# 宗教間対話

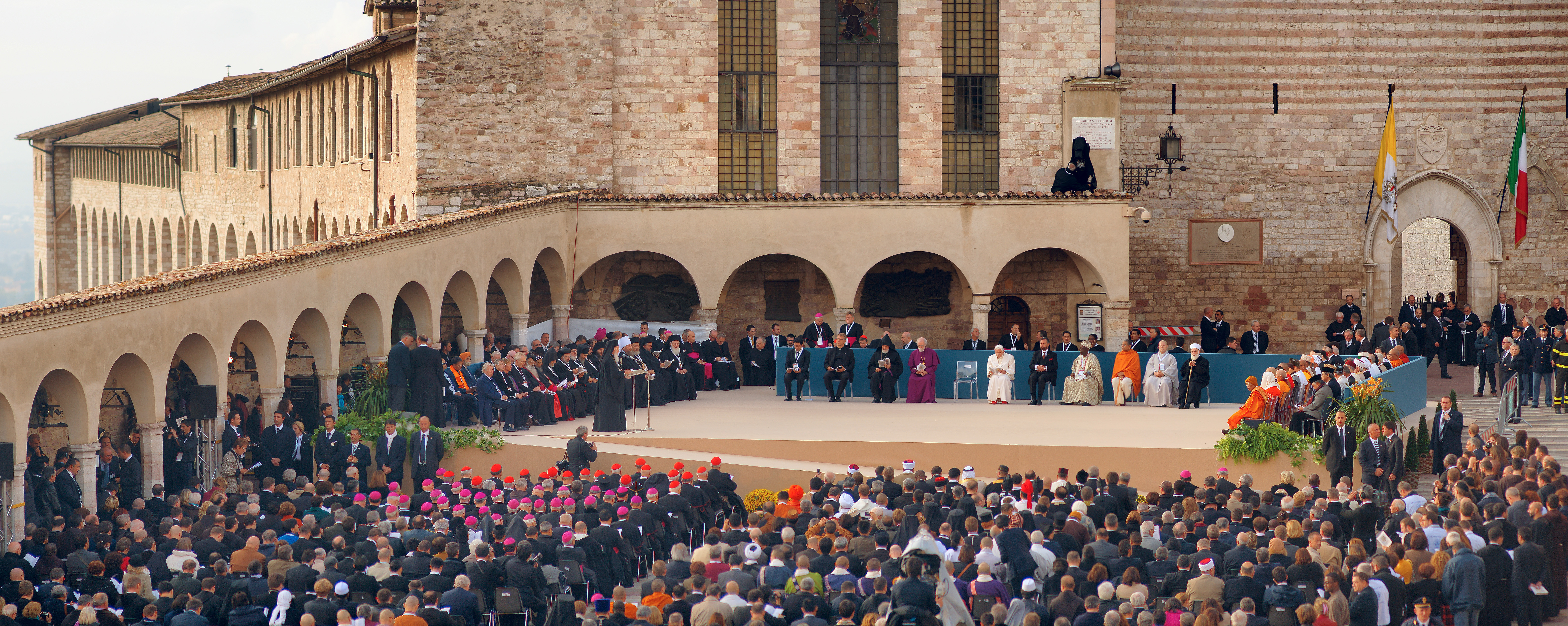
宗教間対話

宗教間対話（しゅうきょうかんたいわ、英語: Interfaith dialogue）は、異なる宗教を信仰する人々の間で宗教間の対立を解消し、平和を目的として協力し合うために話合いをすること。また、話し合いの場。
シカゴ大司教区によれば、英語の Ecumenical は「他のキリスト者との関係及び祈り」（"relations and prayer with other Christians"）、Interfaith は「（ユダヤ教とイスラム教に連なる）"アブラハムの宗教"に属する者との関係」（"relations with members of  the “Abrahamic faiths” (Jewish and Muslim traditions)"）、Interreligious は「ヒンドゥー教や仏教などその他の宗教との関係」（"relations with other religions, such as Hinduism and Buddhism"）を指す。

## 近代以前

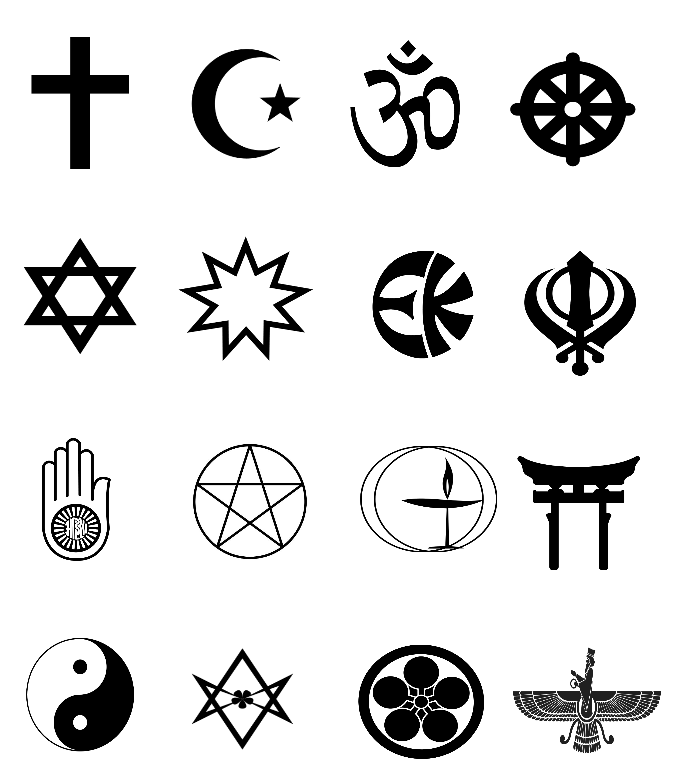
シンボルの意味:
キリスト教徒、 ムスリム、ヒンドゥー教徒、仏教徒、ユダヤ徒, バハイ教徒、エッカンカー、シク教徒、ジャイナ教徒、ウィッカ、ユニテリアン・ユニヴァーサリズム、神道、道士、セレマ、天理教徒、ゾロアスター教徒

宗教間における対話と行動は幾世紀もの間にわたって行われてきた。インド出身の苦行者ザルマノケガスがインドからの使節として、アウグストゥス（～紀元14年没）治世下ローマ帝国の版図にあった時代にアンティオキアやアテネを訪れたことが、ストラボンの『地理誌』とカッシウス・ディオの『ローマ史』に記されている。

## 近年

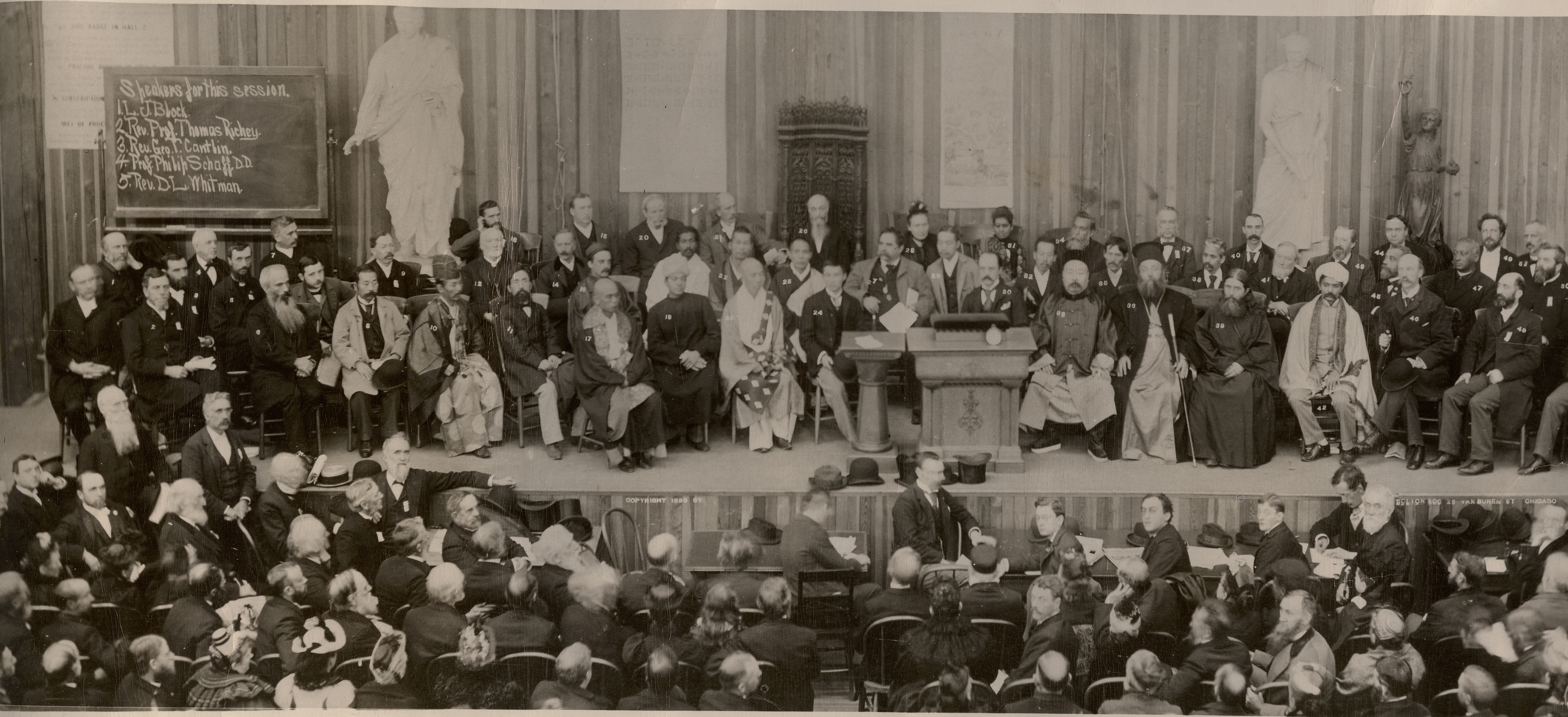
1893年にシカゴで開催された万国宗教会議

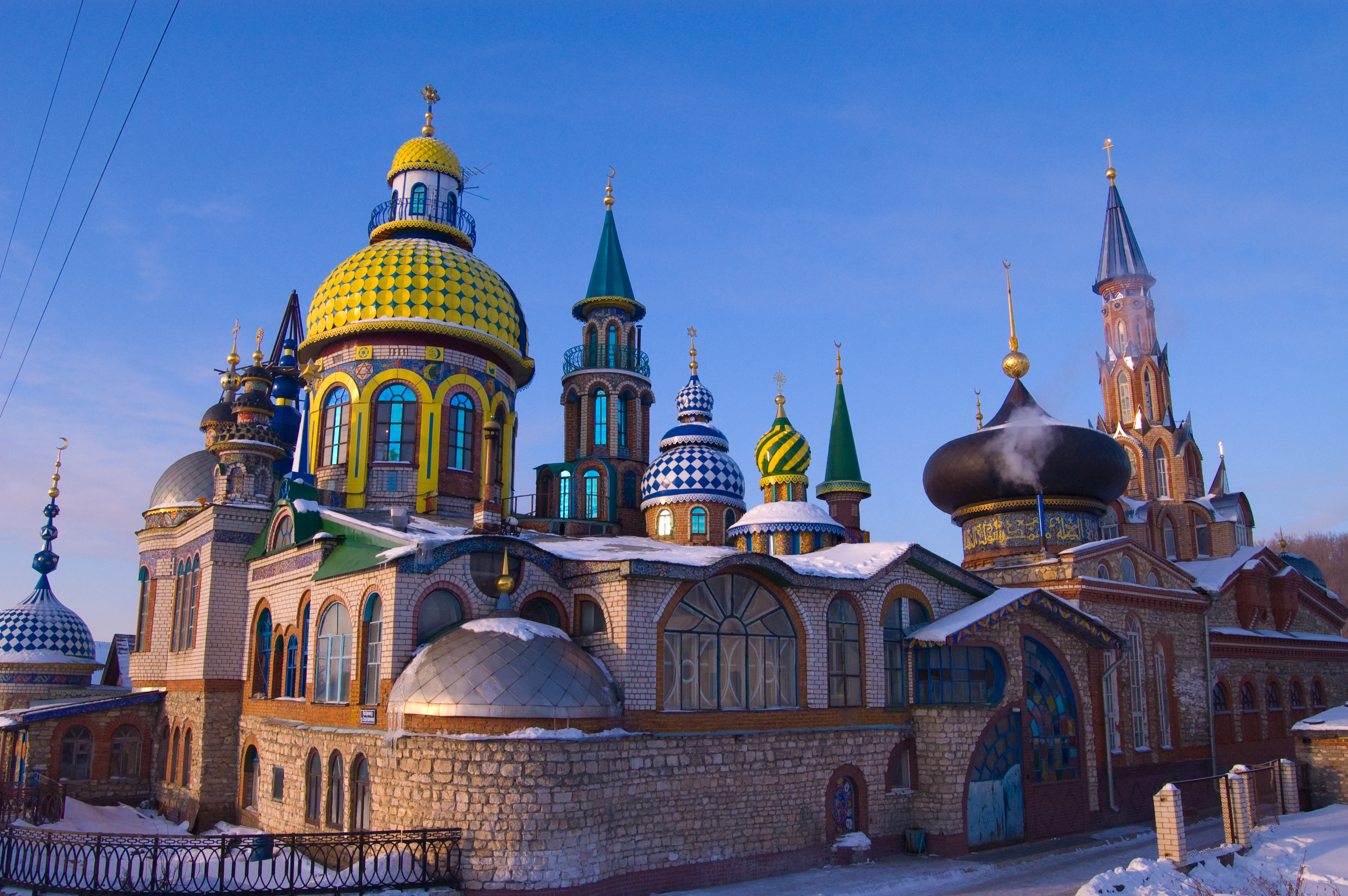
ロシアのカザンにある全宗教の寺院

1893年にシカゴで開催された万国宗教会議が近代における宗教間対話の嚆矢とされる。
1979年に東西霊性交流 (East-West Spiritual Exchange)が行われ、日本から仏教の僧侶がヨーロッパの修道院を訪れ、修道院での修行生活を実践した。その後、ヨーロッパのカトリック側から日本の禅寺への修道士派遣の打診も行われ、東西霊性交流は2015年までに合計14回行われた。
20世紀前半より、キリスト教と非キリスト教を信仰する人々による対話がより活発化している。2008年より、国際連合の会議において、異なる信仰を持つ上級事務局員を採用し、異教徒間が協力するべきであるとする宣言がされた。
「従来の宗教間対話が一神教的伝統を方法論的な前提としてきた限界」を山折哲雄は2012年に指摘した。山折は、「最初から宗教的論争の性格をもっていた」従来型の宗教間対話とは距離を置き、「感性豊かな宗教的共存の現実世界に目を向けるべき」だと提唱し、「共存の道をゆく信仰と信仰の棲み分け性」を重視する立場を取る。
社会全体が世俗化するとともに、宗教的にも多元化し、ますます対話の重要性が高まってくると小原克博は2014年に主張した。